# Огарёва, Серафима Александровна
Серафима Александровна Огарёва (род. 1988) — российская актриса театра и кино.

## Биография
Серафима Огарёва родилась 11 июля 1988 года в посёлке Мостовской Краснодарского края. Отец — режиссёр Александр Огарёв, мать — актриса Наталья Молодеева.
В 2006 году поступила на режиссёрский факультет РАТИ-ГИТИС (мастерская Олега Кудряшова). Снялась в главной роли в фильме Александра Горновского «Пятая группа крови». Служит в театре «Мастерская Петра Фоменко».

## Спектакли
- «Униженные и оскорблённые» — Наташа
- «История мамонта» — Сашенька Рунева
- «Концерт ансамблевого пения»
- «Печальная история одной пары. Истории, подслушанные в чужом ipod»
- «Евгений Онегин» — Татьяна Ларина
- «Русский человек на rendez-vous» — Джемма
- «Сон в летнюю ночь» — Гермия
- «Последние свидания» — Ли, Соня Черкасова, Поля
- «Носорог» — Дэзи
- «Чайка» — Маша
- «Король Лир» — Регана

## Фильмография
- 2004—2013 — Кулагин и партнёры
- 2008 — Стиляги — эпизод
- 2010 — Пятая группа крови (сериал) — Анфиса, мать Дины
- 2010 — Капитаны — Женя
- 2011 — Два капитана — Женя
- 2011 — Два дня — эпизод
- 2012 — Конец дежурства (короткометражный) — девушка
- 2013 — Прощание — Ольга Сыркина, студентка журфака
- 2014 — Слепой расчёт — Ира
- 2016 — Лунатики | Lunatics (короткометражный)
- 2018 — Доктор Преображенский — подружка
- 2019 — Тест на беременность 2 (сериал) — Женя Митрич, интерн
- 2020 — Исчезающие истории (короткометражный)
- 2021 — Портрет незнакомца — ассистент режиссёра
- 2022 — Декабрь
- 2022 — Тест на беременность 3 (сериал) — Женя Митрич, акушер-гинеколог